# Henry Rich, I conte di Holland
Henry Rich, I conte di Holland (19 agosto 1590 – Londra, 9 marzo 1649), è stato un nobile, militare e politico inglese.

## Biografia

### I primi anni
Figlio secondogenito di Robert Rich, I conte di Warwick (1559-1619) e della sua prima moglie, Penelope Devereux, Henry aveva un fratello maggiore, Robert Rich, II conte di Warwick (1587–1658).

### La carriera
Iniziò la sua carriera come cortigiano e soldato nel 1610, anno nel quale prese parte come volontario nel reggimento inglese all'assedio di Julich, divenendo poco dopo uno dei favoriti di re Giacomo I, ma cadde in sfavore con l'ascesa di Carlo I. Venne nominato barone Kensington nel 1622, e conte di Holland nel 1624. Fu uno degli amanti di Marie de Rohan-Montbazon, noto personaggio della corte francese dell'epoca.

### Incarichi pubblici
Eletto membro del parlamento per la costituente di Leicester nel 1610, venne rieletto nel 1614, pur non venendo eletto alla prestigiosa sede del Norfolk a cui aveva concorso. Venne nominato Lord luogotenente del Berkshire dal 1628 al 1632 e nuovamente dal 1632 al 1643. Fu Lord luogotenente del Middlesex dal 1628 al 1642 e nuovamente dal 1642 al 1643.
Fu capitano degli Yeomen della Guardia dal 1617 al 1632, maestro di stalla nel 1628, conestabile del Castello di Windsor dal 1628 al 1648 e cancelliere dell'Università di Cambridge dal 1628 sino alla sua morte.

### Carriera militare

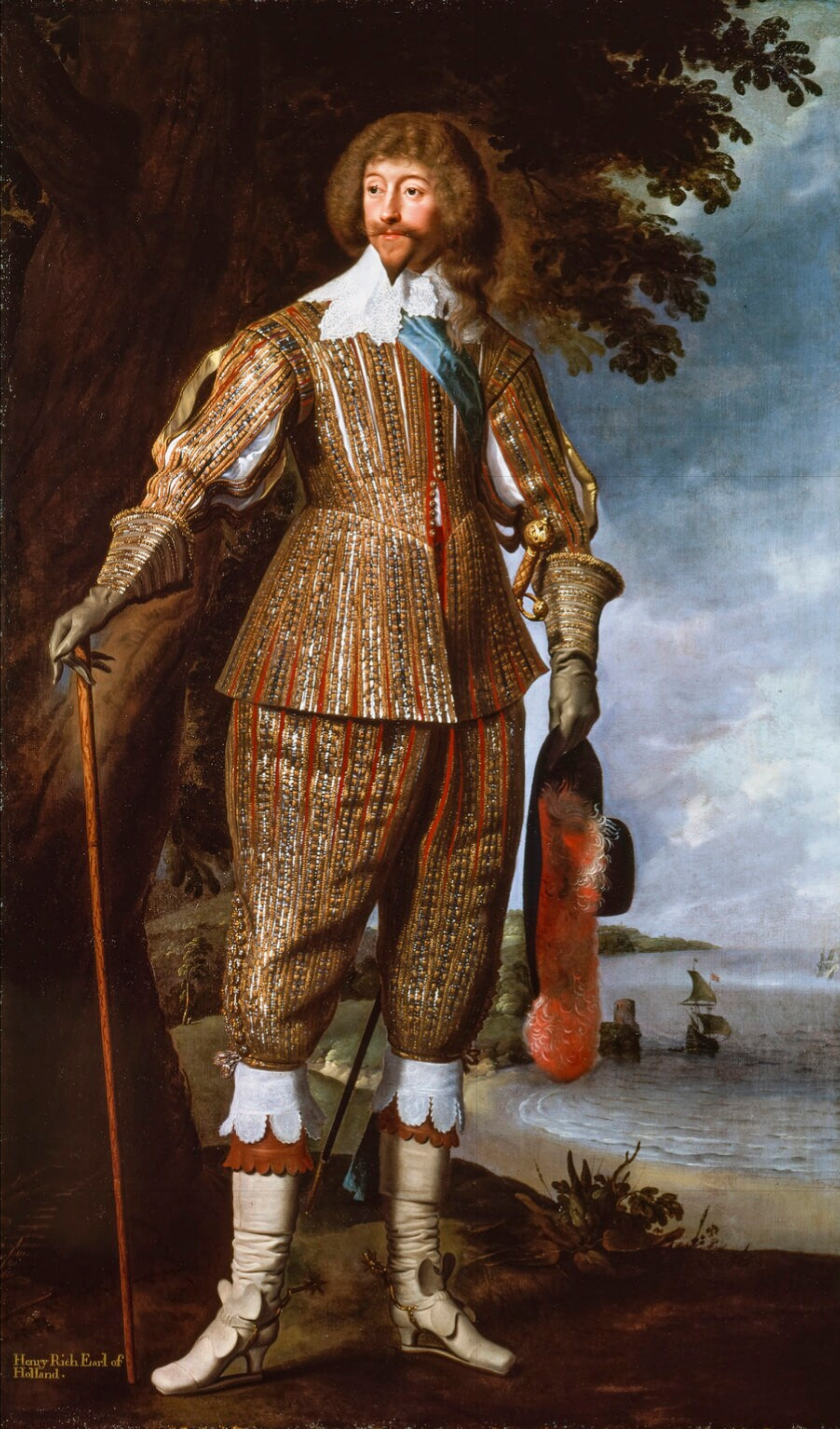
Il primo conte di Holland in un ritratto d'epoca

Dopo la sua iniziale campagna militare all'assedio di Julich prestò servizio nuovamente nei Paesi Bassi nel 1621 e come comandante in capo delle forze inglesi all'assedio di La Rochelle del 1627. In tempo di pace venne nominato governatore di Harwich nel 1628, nominato generale di cavalleria nel 1639 e capitano generale e comandante in capo della milizia dell'Inghilterra settentrionale nel 1641. A ogni modo, dopo lo scoppio della guerra civile inglese nel 1642, inizialmente si schierò con il parlamento, ma non prestò servizio militare attivo. Nel 1643 passò dalla parte dei realisti, lasciando Westminster per Oxford dove venne ricevuto "con indifferenza". Tornò prontamente a Westminster, dove comunque la Camera dei Lords si rifiutò di farlo entrare.
Dopo la resa del re alla fine della guerra civile, nel 1646, il conte di Holland prese parte alle mediazioni tra il re e il parlamento alla ricerca di un compromesso. Quando questo compromesso non venne trovato egli si schierò apertamente con il re che lo nominò generale dell'esercito realista quando la guerra riprese nel 1648, contro il New Model Army.
Domenica 9 luglio 1648 il conte e il suo esercito di circa quattrocento uomini entrarono a St Neots nell'Huntingdonshire. Gli uomini del conte erano stanchi e affamati dopo la loro fuga da Kingston upon Thames, dove le forze parlamentari li avevano sopraffatti. Dei suoi originari cinquecento uomini il conte riuscì a fuggire con circa cento cavalieri e venne immediatamente inseguito dai puritani e dalla cavalleria nemica. Dopo diverse esitazioni sulla direzione da prendere il conte decise di ripiegare su Northampton, passando per St Albans e Dunstable. Alla periferia di Bedford il gruppo svoltò a est verso il villaggio di St Neots. A Kingston il conte si unì al giovane George Villiers, II duca di Buckingham, a suo fratello minore Francis Villiers e a Henry Mordaunt, II conte di Peterborough. Essi vennero raggiunti anche dal colonnello John Dalbier, un tedesco che però era in odio a molti Roundhead, avendo in precedenza servito sotto Robert Devereux, III conte di Essex, sino alla sua defezione dalla parte dei realisti.
Gli ufficiali di campo delle forze di Holland cercavano solo riposo e sicurezza. Il colonnello Dalbier richiese un consiglio di guerra, al quale molti ufficiali votarono per la dispersione dell'armata nelle campagne circostanti. Altri suggerirono di continuare la marcia verso nord. Il colonnello Dalbier consigliò di mantenere la posizione strategica di St Neots mentre le forze di Buckingham e di Holland si sarebbero ritirate verso Kingston. Egli aggiunse inoltre che, se così facendo avessero attirato il nemico in una trappola, avrebbero potuto anche mutare le sorti della guerra in favore dei realisti. Per la sua grande esperienza di soldato queste parole erano viste con grande rispetto e pertanto il suo piano venne adottato.
Il conte di Holland, del quale si diceva avesse "migliori facoltà in società che con la spada", si unì a Buckingham e a Peterborough per avvisare i residenti di St Neots di quanto sarebbe accaduto. Il duca di Buckingham parlò a lungo, dicendo di non volere "continuare una guerra sanguinosa, ma di volere solo risanare il governo sotto il re Carlo". Come rassicurazione egli asserì anche che le truppe dei realisti non avrebbero saccheggiato o provocato disordine nel paese.

### La battaglia di St Neots
Alle due del mattino successivo, il 10 luglio, cento dragoni delle forze parlamentari giunsero alla testa delle forze rivoluzionarie presso Eaton Ford. Dalbier venne informato del fatto e immediatamente diede l'allarme: "Ai cavalli, ai cavalli!". I dragoni, equipaggiati con moschetti e spade, attraversarono il ponte di St Neots prima che i realisti potessero dirsi preparati a riceverli. Iniziò così la battaglia di St Neots. I pochi realisti di guardia al ponte indietreggiarono dopo breve tempo. La battaglia venne quindi combattuta per le strade del villaggio, per quanto i realisti non fossero pronti allo scontro.
Il colonnello Dalbier morì durante le prime fasi dello scontro. Altri importanti realisti, tra cui il fratello minore del duca di Buckingham, Francis Villiers, e Kenelm Digby (figlio dell'omonimo scienziato e scrittore), vennero uccisi nello scontro. Altri ufficiali e uomini annegarono nel tentativo di attraversare il fiume Ouse. Il giovane duca di Buckingham, sopraffatto dagli eventi, fuggì con sessanta cavalieri verso Huntingdon, con l'intenzione di proseguire verso il Lincolnshire. Sentendosi braccato dai roundhead decise di cambiare i propri piani e si portò verso Londra, da dove poi fuggì alla volta della Francia.
Durante gli scontri il conte di Holland rimase con la propria guardia personale nella locanda dove alloggiava. Quando le forze parlamentari abbatterono la porta se lo trovarono di fronte con la spada sguainata: egli offrì la propria resa, quella della propria armata e della cittadina di St Neots, in cambio che gli fosse risparmiata la vita. I puritani catturarono il conte e lo portarono presso il colonnello Adrian Scroope, il quale ordinò che il prigioniero fosse posto alle catene e guardato a vista. Gli altri pirgionieri realisti vennero rinchiusi nella chiesa parrocchiale di St Neots per tutta la notte. Il conte, con altri cinque ufficiali, venne portato al castello di Warwick, una delle fortezze parlamentari nel corso della guerra. Qui vennero tenuti prigionieri per sei mesi, sino a quando non vennero mandati a giudizio per alto tradimento. Peterborough riuscì a fuggire travestito da mercante, ma venne poi riconosciuto e arrestato.

### Processo ed esecuzione
Il 27 febbraio 1649 il conte di Holland venne trasferito a Londra per il processo. Egli dichiarò che le sue colpe non erano poi così gravi e disse anche di avere offerto la resa del villaggio di St Neots spontaneamente in cambio della sua vita. Venne condannato per alto tradimento nei confronti dello stato partendo dal 1643 quando, da lealista ai parlamentari, passò ai realisti, ma anche perché alla vigilia della battaglia di Chalgrove, al fianco dei realisti, abbandonò il campo.
Il 3 marzo il conte venne riconosciuto colpevole dei crimini ascrittigli e condannato a morte. Suo fratello, il conte di Warwick, e sua cognata la contessa, inviarono una petizione al parlamento perché gli fosse risparmiata la vita, come pure altri aristocratici d'alto rango, ma tali richieste ebbero il solo pregio di rimandare l'esecuzione di due giorni. Il conte si trovava inoltre pericolosamente malato durante questo periodo e quasi non fu in grado di dormire.
La mattina della sua esecuzione, il 9 marzo, presso Westminster Hall, il conte si portò al patibolo senza aiuti ma parlò alle persone lungo il percorso dicendo che la sua resa di St Neots fu a condizione della salvezza della sua vita. Al ceppo pregò, diede il proprio perdono al boia e gli consegnò il denaro che aveva ancora con sé, dieci sterline in tutto. Chiese al boia di decapitarlo quando avesse allargato le braccia sull'esempio di re Carlo I e la testa gli fu mozzata in un solo colpo d'ascia. Ne scaturì ben poco sangue, si disse, perché era malato e furono in molti a sostenere che se comunque non fosse stato giustiziato sarebbe morto entro breve.

## Matrimonio e figli

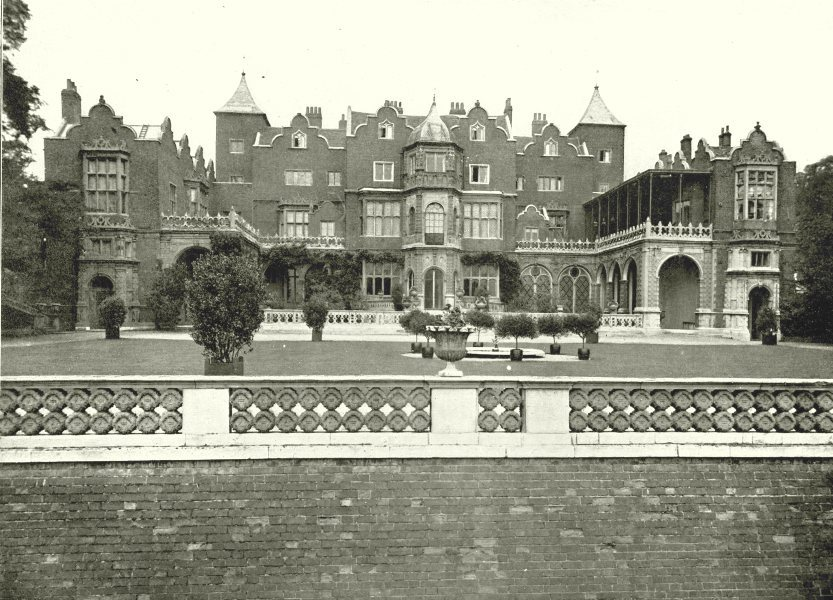
Holland House, 1896

Nel 1616 il conte sposò Isabel Cope, unica figlia ed erede di Sir Walter Cope (c. 1553–1614) del castello di Cope nella parrocchia di Kensington, nel Middlesex, e di sua moglie Dorothy Grenville (1563–1638). Avendo ereditato il castello di Cope per matrimonio Henry ne cambiò il nome in Holland House dopo l'ottenimento dei propri titoli nobiliari nel 1624. Da sua moglie ebbe dieci figli:
- Robert Rich, II conte di Holland, V conte di Warwick (c. 1619 – 16 aprile 1675), figlio primogenito ed erede, sposò in prime nozze lady Anne Montagu, sua cugina di secondo grado, figlia di Edward Montagu, II conte di Manchester; in seconde nozze, nel 1641, sposò Elizabeth Ingram, figlia di Sir Arthur Ingram, figlio minore di Temple Newsam dello Yorkshire e della sua prima moglie, Eleanor Slingsby.[4]
- Charles Rich (m. c. aprile 1645);
- Henry Rich (m. 1669);
- Cope Rich (batt. 3 maggio 1635 - sepolto il 7 agosto 1676),[5] il cui nipote fu Edward Rich, V conte di Holland, VIII conte di Warwick (1695–1759).
- Dorothy Rich (27 settembre 1616 – c. dicembre 1617);
- Frances Rich (c. 1617 – 12 novembre 1672), sposò William Paget, V barone Paget nel 1632; ebbe figli;
- Isabella Rich (batt. 6 ottobre 1623), sposò Sir James Thynne (m. 1670), morì senza figli;
- Susannah Rich (c. 1628 – 1649), il 1º dicembre 1646 sposò James Howard, III conte di Suffolk (1618/20 – 1689)
- Diana Rich (d. 1658);
- Mary Rich (c. 1636 – 8 febbraio 1666), che nel 1657 sposò John Campbell di Glenorchy (dal 1681 I conte di Breadalbane e Holland), figlio di Sir John Campbell di Glenorchy, IV baronetto, ed ebbe figli.[6]